# Diedrops
Diedrops Mathis & Wirth, 1976 è un genere di insetti della famiglia degli Ephydridae (Diptera: Schizophora), endemico del continente americano.

## Descrizione
Gli adulti di Diedrops sono piuttosto simili a quelli dei generi Dagus, Physemops e Psilephydra, ma si distinguono nettamente per alcuni caratteri rari, se non unici, nell'ambito della sottofamiglia delle Ephydrinae: l'assenza delle setole ocellari, la pubescenza del propleuron e le terminazioni dei due rami del settore radiale (R2+3 e R4+5) molto ravvicinati.
Il capo ha faccia pronunciata, con profilo convesso, e gene ampie, sviluppate in altezza quanto gli occhi. La chetotassi frontale è caratterizzata dalla presenza di due paia di setole fronto-orbitali lateroclinate, a volte deboli, e dall'assenza delle setole ocellari. Le gene sono provviste di una setola ben sviluppata. La faccia è uniformemente cosparsa di setole facciali, più lunghe presso gli angoli laterali-ventrali.
La chetotassi del torace comprende due setole acrosticali prescutellari ben sviluppate, due notopleurali, due paia di scutellari; assenti le omerali. Le pleure hanno il propleuron pubescente, e katepisterno e anepisterno ciascuno con una setola, di cui quella anepisternale più sviluppata. La nervatura alare è caratterizzata, come si è detto, dalla breve distanza che intercorre fra le terminazioni di R2+3 e R4+5. Zampe con tarsi provvisti di pulvilli.

## Sistematica e filogenesi
La storia del genere Diedrops è relativamente recente, in quanto la sua istituzione risale alla metà degli anni settanta, ad opera di Mathis & Wirth (1976). La sua collocazione sistematica rimase dubbia per alcuni anni, a causa dell'affinità riscontrata sia con alcuni generi delle Ephydrinae (Dagus) e altri delle Parydrinae (Physemops e, soprattutto, Psilephydra). Il problema fu risolto definitivamente da Mathis (1982) con la formale individuazione di una relazione filogenetica fra questi generi e la loro collocazione nella nuova tribù dei Dagini nell'ambito delle Ephydrinae.
Nel cladogramma di Mathis (1982), Driedops rappresenta una delle tre linee in cui si ripartiscono i quattro generi dei Dagini:
| Dagini | \| \| Physemops+Dagus' \| \| \| \| \| \| Psilephydra \| \| \| \| \| \| Diedrops \| \| \| \| |
|        | \| \| Physemops+Dagus' \| \| \| \| \| \| Psilephydra \| \| \| \| \| \| Diedrops \| \| \| \| |
|        | Physemops+Dagus'                                                                            |
|        |                                                                                             |
|        | Psilephydra                                                                                 |
|        |                                                                                             |
|        | Diedrops                                                                                    |
|        |                                                                                             |

Un'analisi più recente (Zhang et al., 2005) propone una differente struttura dell'albero filogenetico, con l'inserimento del nuovo genere Sinops. Diedrops mantiene tuttavia la sua posizione, nel cladogramma, in rapporto agli altri generi della tribù:
|  | \| \| Psilephydra+Sinops \| \| \| \| \| \| Physemops \| \| \| \| |
|  |                                                                  |
|  | Dagus                                                            |
|  |                                                                  |
|  | Psilephydra+Sinops                                               |
|  |                                                                  |
|  | Physemops                                                        |
|  |                                                                  |

|  | Psilephydra+Sinops |
|  |                    |
|  | Physemops          |
|  |                    |

|  | \| \| Psilephydra+Sinops \| \| \| \| \| \| Physemops \| \| \| \| |
|  |                                                                  |
|  | Dagus                                                            |
|  |                                                                  |
|  | Psilephydra+Sinops                                               |
|  |                                                                  |
|  | Physemops                                                        |
|  |                                                                  |

|  | Psilephydra+Sinops |
|  |                    |
|  | Physemops          |
|  |                    |

In merito alla suddivisione, Diedrops comprende quattro specie, di cui due descritte da Mathis & Wirth (1976), contestualmente alla definizione del genere, le altre due circa dieci anni dopo, rispettivamente da Mathis (1984) e da Mathis & Hogue (1986):
- Diedrops aenigma Mathis & Wirth, 1976 NT
- Diedrops hitchcocki Mathis & Wirth, 1976 NT
- Diedrops roldanorum Mathis & Hogue, 1986 NT
- Diedrops steineri Mathis, 1984 NT

## Distribuzione
Diedrops è endemico del Neotropico. Apparentemente distribuito su un ampio territorio, che si estende dalle regioni tropicali del Messico al Perù, gli areali delle singole specie sono in realtà piuttosto circoscritti in quanto sono pochi gli esemplari raccolti.